# Francisco Galindo
Francisco Galindo Chávez (Gómez Palacio, 21 novembre 1920 – ...) è stato un cestista messicano.

## Carriera
Ha disputato le olimpiadi del 1948, a Londra, giocando quattro partite.